# Štěpná jaderná reakce

Štěpná jaderná reakce

Štěpná jaderná reakce je jaderná reakce, při níž dochází k rozbití jádra nestabilního atomu vniknutím cizí částice (většinou neutronu) za uvolnění energie.

## Princip a charakteristika
Ke štěpné jaderné reakci dochází u těžkých atomových jader (např. 235U) při jejich ostřelování neutrony.
Neutron pronikne do jádra uranu, je absorbován, a tím se předá tomuto jádru tolik energie, že se rozkmitá a rozdělí se většinou na dva odštěpky, které se od sebe velkou rychlostí vzdalují. Jsou však velmi brzy brzděny nárazy o okolní atomová jádra a jejich pohybová energie se mění na energii tepelnou.
Při rozštěpení jádra uranu se rovněž uvolní dva až tři rychlé neutrony. Aby se zvýšila pravděpodobnost štěpení dalšího jádra, musíme tyto neutrony zpomalit (moderovat) pomocí srážek s moderátorem (často se používá voda, která slouží současně jako chladivo).
Pokud bychom však neutrony pouze zpomalovali a neregulovali jejich počet, došlo by k exponenciálnímu růstu počtu štěpení a k neřízené řetězové reakci – výbuchu. Pro záchyt přebytečných neutronů mohou sloužit například jádra atomů boru, který se ve formě kyseliny borité přidává do chladiva primárního okruhu. Štěpná reakce se také řídí pomocí tyčí absorbujících neutrony, které se buď zasouvají, nebo vytahují z aktivní zóny reaktoru.

## Využití
Štěpení uranu 235 (případně uranu 233, plutonia a výhledově thoria) je využíváno zejména v jaderné energetice (jaderných elektrárnách), ve vojenství v principu jaderných zbraní a k jadernému pohonu.

## Štěpitelnost
Nuklidy podléhající při záchytu neutronu (libovolné energie) štěpné reakci (i když s nízkou pravděpodobností) se nazývají štěpitelné (angl. fissionable).
Účinný průřez štěpné reakce je velmi závislý na druhu jádra i na energii neutronu. U mnoha nuklidů převažuje záchyt neutronu bez štěpení. Štěpitelnost neutrony vysoké energie je navíc nepravděpodobná, štěpné reakci výrazně konkuruje pružný a nepružný (s emisí fotonu) rozptyl neutronu na jádře. Důležitou skupinu proto tvoří nuklidy štěpitelné tepelnými neutrony (angl. fissile), u kterých neutron prakticky nevnáší do jádra žádnou energii kromě klidové (jeho kinetická energie je přibližně 0,025 eV) a pouhý záchyt neutronu tak stačí vyvolat takovou deformaci jádra, která vede ke štěpení. Až na několik výjimek do této skupiny patří nuklidy, pro jejichž protonové číslo Z platí
90 ≤ Z ≤ 100
a neutronové číslo N navíc splňuje empirickou rovnici
2 × Z − N = 43 ± 2.
Pouze 13 takových nuklidů (včetně dlouhožijících metastabilních izomerů) má poločas rozpadu aspoň 1 rok a je tak vhodných pro praktické využití: 229Th, 233U, 235U, 236Np, 239Pu, 241Pu, 242mAm, 243Cm, 245Cm, 247Cm, 249Cf, 251Cf a 252Es. V přírodě se vyskytuje pouze 235U, dva další — 233U a 239Pu — lze množivou reakcí (záchytem neutronu) vyrábět z nuklidů s přírodním výskytem (232Th a 238U). Dalšími záchyty neutronů se lze dopracovat ještě k 241Pu (z 239Pu přes 240Pu).
Štěpná schopnost paliva do jaderných reaktorů tak může být prakticky založena jen na nuklidech 233U, 235U, 239Pu a případně 241Pu.

## Objev
Poprvé bylo štěpení pozorováno roku 1938 německými chemiky Otto Hahnem a Fritzem Strassmannem (za nedoceněného přispění Lise Meitnerové) u izotopu uranu 235. V roce 1944 byla za tento objev udělena Nobelova cena za chemii.
Dlouho se spekulovalo, zda štěpná jaderná reakce mohla probíhat i jako přirozená reakce na Zemi v tzv. přírodních štěpných reaktorech, ve kterých se geologickými procesy nahromadilo dostatečné množství štěpného materiálu. V roce 1972 byl přírodní jaderný reaktor s již vyhaslou reakcí objeven v oblasti Oklo v Gabonu.